# Struthanthus condensatus
Struthanthus condensatus är en tvåhjärtbladig växtart som beskrevs av J. Kuijt. Struthanthus condensatus ingår i släktet Struthanthus och familjen Loranthaceae. Inga underarter finns listade i Catalogue of Life.